# Титмар Мерзебургский
Ти́тмар Мерзебу́ргский (также изредка Дитмар; нем. Thietmar von Merseburg; 25 июля 975 — 1 декабря 1018) — епископ Мерзебурга (1009—1018); немецкий хронист.

## Биография
Происходил из знатного рода графов фон Вальбек. В 1000 году стал каноником в Магдебурге. Епископ Мерзебургский с 1009 года. Сын графа Зигфрида фон Вальбека, родственник императоров Саксонской династии. Школьный товарищ Бруно Кверфуртского — автора «Жития святого Адальберта». Титмар Мерзебургский — сторонник сильной королевской власти, апологет завоевательной политики в отношении славянских народов.

## Хроника
Хроника Титмара Мерзебургского (на латинском языке), охватывающая период с правления Генриха I (919—936) до 1018 года, наиболее ценная для времени правления Оттона III (983—1002) и Генриха II (1002—1024), — важный исторический источник, особенно по истории германо-славянских отношений; содержит сведения и по истории Киевской Руси (прежде всего о междоусобице сыновей Владимира Святославича; некоторые уникальные сведения, по-видимому, почерпнуты Титмаром у очевидцев событий). По словам Кендрика население Киева Титмар называет[уточнить] данами.

## Издания
На иностранных языках

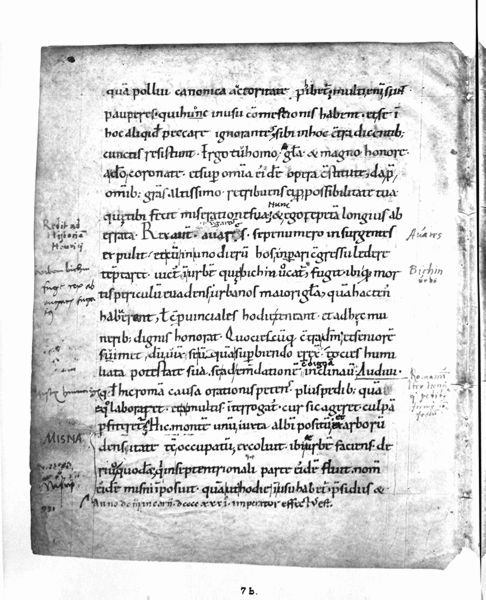
Страница из Хроники Титмара (Дрезденский манускрипт).

- Reyneke, Reinhard (ed.). Chronici Ditmari Episcopi Mersepurgii libri VII. Frankfurt am Main, 1580.
- Lappenberg, J.M. (ed.). Thietmari Chronicon a 919—1018. In: Annales, chronica et historiae aevi Saxonici, ed. Heinrich Pertz. MGH Scriptores (in Folio) 3. Hanover, 1839. 723—871.
- Wattenbach, Wilhem and Friedrich Kurze (eds.). Thietmari Merseburgensis episcopi Chronicon. MGH Scriptores rerum Germanicarum in usum scholarum separatim editi 54. Hanover, 1889.
- Die Chronik des Bischofs Thietmar von Merseburg und ihre Korveier Überarbeitung. Thietmari Merseburgensis episcopi chronicon. Hrsg. von Robert Holtzmann. Unveränd. Nachdr. der Ausg. Berlin, 1935. München: Monumenta Germaniae Historica 1980 . — LV, 631 S. -(Monumenta Germaniae Historica. Scriptores. 6, Scriptores rerum Germanicarum, Nova Series; 9)
- Holtzmann, Robert (ed.). Die Chronik des Bischofs Thietmar von Merseburg und ihre Korveier Überarbeitung. MGH Scriptores rerum Germanicarum NS 9. Berlin, 1935.
- Jedlicki Marian Zygmunt. Kronika Thietmara. Poznan, 1953
- Mentzel-Reuters, Arno und Gerhard Schmitz. Chronicon Thietmari Merseburgensis. MGH. Munich, 2002. Images of the Dresden MS (prepared by Birgit Arensmann und Alexa Hoffmann), a search facility and Holtzmann’s 1935 edition.
- Holtzman, Robert (ed.) and J.C.M. Laurent, J. Strebitzki und W. Wattenbach (trs.). Die Chronik des Thietmar von Merseburg. Halle, 2007 (1912). ISBN 978-3-89812-513-0.
- Chronik. Neu übertragen und erläutet von W. Trillmich, B., 1957.

На русском языке
- Титмар Мерзебургский. Хроника / Пер. с лат. И. В. Дьяконова. — М.: SPSL — «Русская панорама», 2005. — 254 с. — (MEDIÆVALIA: средневековые литературные памятники и источники). — ISBN 5-93165-075-X.
- Титмар Мерзебургский. Хроника / Пер. с лат. И. В. Дьяконова. — 2-е издание, исправленное. — М.: SPSL — «Русская панорама», 2009. — 254 с. — (MEDIÆVALIA: средневековые литературные памятники и источники). — ISBN 978-5-93165-222-1.
- Электронная версия
  - Предисловие. Восточная литература. Дата обращения: 18 февраля 2011.
  - Книга 1. Восточная литература. Дата обращения: 18 февраля 2011.
  - Книга 2. Восточная литература. Дата обращения: 18 февраля 2011.
  - Книга 3. Восточная литература. Дата обращения: 18 февраля 2011.
  - Книга 4. Восточная литература. Дата обращения: 18 февраля 2011.
  - Книга 5. Восточная литература. Дата обращения: 18 февраля 2011.
  - Книга 6, часть 1. Восточная литература. Дата обращения: 18 февраля 2011.
  - Книга 6, часть 2. Восточная литература. Дата обращения: 18 февраля 2011.
  - Книга 7. Восточная литература. Дата обращения: 18 февраля 2011.
  - Книга 8. Восточная литература. Дата обращения: 18 февраля 2011.